# 日本大学重量挙部
日本大学重量挙部（にほんだいがく じゅうりょうあげぶ）は、日本大学の重量挙げ（ウエイトリフティング）クラブである。
1961年創設。全日本大学対抗ウエイトリフティング選手権大会でたびたび団体優勝しており、2013年から2020年まで8連覇を果たした。オリンピック入賞者を輩出した実績がある。